# Naučná stezka Hudební osobnosti Jihlavy
Naučná stezka Hudební osobnosti Jihlavy je naučná stezka, seznamující s hudební tradicí v Jihlavě od 16. století po současnost. Její značná část je věnována Gustavu Mahlerovi, který v Jihlavě vyrůstal. Otevřena byla spolu s dvojicí dalších jihlavských stezek 13. prosince 2013 a na své trase má 11 zastavení.

## Vedení trasy
Stezka začíná ve Znojemské ulici u domu Gustava Mahlera, odkud pokračuje na Masarykovo náměstí. V místě vyústění se stáčí doprava a dále vede do Brněnské ulice, první ulicí vlevo (Lazebnickou) ústí na Jakubské náměstí s kostelem sv. Jakuba Většího a dále Hlubokou ulicí rovně a posléze tou stejnou ulicí vlevo opět na Masarykovo náměstí. V místě vyústění u kostela sv. Ignáce z Loyoly se stáčí vpravo do Křížový ulice, kterou prochází okolo kostela Povýšení sv. Kříže na náměstí Svobody. Tady obchází parčík a stáčí se prudce vlevo do Komenského ulice. Komenského ulicí prochází k Horáckému divadlu, kde odbočuje doprava do Divadelní ulice, na jejímž konce zabočuje vlevo do Palackého a brzy na to vpravo do Husovy ulice. První ulicí vlevo (Věžní) ulici opouští a přes park Gustava Mahlera pokračuje k bráně Matky Boží. U brány zatáčí doleva do ulice Matky Boží, která ji vrací na Masarykovo náměstí. V místě vyústění vede vpravo až na spodní konec, znovu zahýbá doprava do Kosmákovy ulice a první ulicí vlevo do Smetanovy ulice. Na konci ulice zatáčí vlevo do Havířské a na jejím konci opět vlevo a vrací se k domu Gustava Mahlera.

## Zastavení
- Dům Gustava Mahlera
- Kostel sv. Jakuba
- Bývalá Sängerhalle Mužského pěveckého spolku
- Městská knihovna
- Tradice vojenské hudby
- Bývalý Besední dům
- Horácké divadlo Jihlava
- Park Gustava Mahlera
- Kostel Nanebevzetí Panny Marie
- Dům U tří knížat
- Dům Smetanova 2